# مارسل پانیول
مارسل پانیول (به فرانسوی: Marcel Pagnol)‏ (۲۸ فوریه ۱۸۹۵–۱۸ آوریل ۱۹۷۴) نویسنده، نمایش‌نامه‌نویس و فیلم‌ساز اهل فرانسه است.
او در سال ۱۹۴۶ نخستین فیلم‌سازی بود که به عضویت آکادمی فرانسه درآمد.

## پیشینه و کار

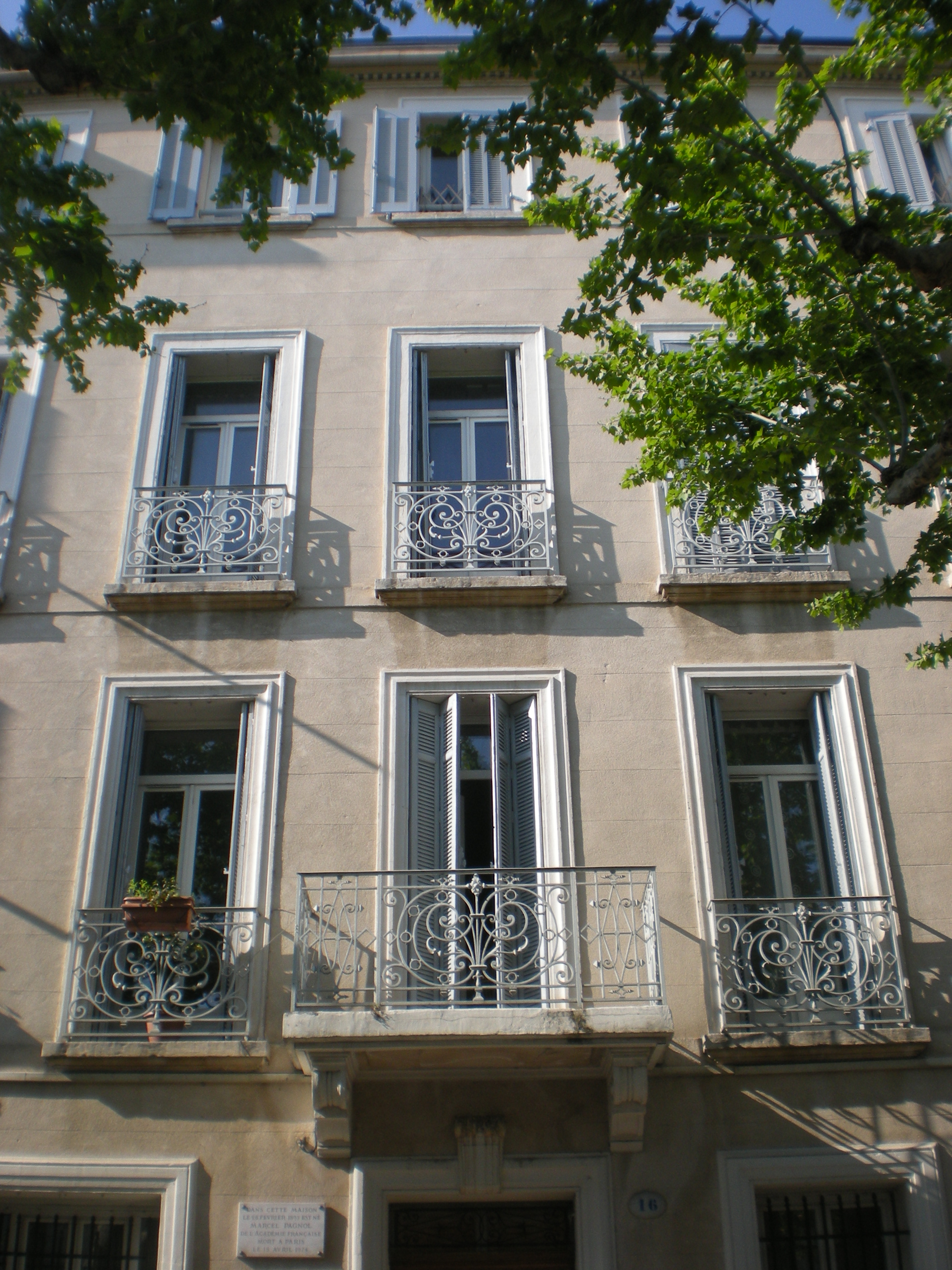
منزل مارسل پانیول

مارسل پانیول فرزند معلم مدرسه و خود در آغاز معلم زبان انگلیسی بود، اما زود از آن کار دست کشید و به پاریس رفت و استعدادش را در نویسندگی آزمود و نخست نمایشنامه‌ای در جانبداری از صلح نوشت به نام «سوداگران افتخار» (۱۹۲۶) و سپس نمایشنامه‌هایی که نوشت او را به شهرت و محبوبیت رساند و فیلم‌های پانیول براساس فیلم‌نامه‌هایی که همه به قلم خود اوست، بسیار نمایش داده شد. برخی از این فیلم‌ها که مشهورند امروز جزء آثار کلاسیک سینمایی به‌شمار می‌آیند و به سینماتکها راه یافته‌اند.
نخستین نمایشنامه‌های معروف پانیول جاز و توپاز نام دارد. نمایشنامه جاز که اول بار در ۱۹۲۶ به روی صحنه رفت، در واقع تملق و تقدیرهای بی‌جا در جامعه را نشان می‌دهد و گویی زندگی اجتماعی بعضی افراد را در مقابل آیینه قرار می‌دهد. توپاز داستان مردی به نام توپاز است که پاره‌ای از روحیات و خلق‌وخوی تارتوف و ولپن را به ارث برده‌است.
این نمایشنامهٔ چهارپرده‌ای در ۹ مه ۱۹۲۹ به نمایش درآمد و در ۱۹۳۰ به چاپ رسید و با اقبال تماشاگران مواجه شد. پانیول پس از توفیق توپاز که همزمان در پاریس و لندن و برلن و رم و بخارست و مسکو و کپنهاک و زاگرب به نمایش درآمد، نمایشنامهٔ ماریوس را در تئاتر دوپاری به صحنه برد، با بازی‌های پیر فرنه در نقش ماریوس. این نمایشنامه نیز با همان استقبالی که ماریوس پنج ماه پیش از آن به خود دیده بود، روبرو شد و منتقدان آن را حتی بیش از توپاز ستودند.
ثروتی که پانیول از فروش فیلم‌های خود به دست آورد به او آزادی عمل داد و وی سرانجام شرکت فیلمبرداری خود را تأسیس کرد. استودیوهای پانیول با تجهیزات کامل و همه وسایل و امکانات مورد نیاز از سال ۱۹۳۴ در مارسی به‌کار پرداختند؛ و همه کارها در همین استودیو انجام می‌شد و تنها چیزی که پانیول قادر به تولید آن نبود، نوار فیلم بود.
علاوه بر این پانیول از نخستین کسانی است که صدا را مستقیماً در صحنه ضبط کرد و در هوای آزاد به فیلمبرداری پرداخت.
فعالیت پانیول با وقوع جنگ جهانی دوم متوقف نشد، او همزمان با شروع جنگ فیلم دختر چاه‌کن را بر اساس داستانی که خود نوشته بود، با شرکت فرناندل و رمو تولید کرد. اما کمی بعد پانیول ناگزیر استودیوهایش را فروخت تا اشغالگران نازی مجبورش نکنند که برای آن‌ها فیلم‌های تبلیغاتی بسازد. البته گروهش پراکنده شدند.
کارهای پانیول یکدست است و در آن هیچ گسستی نیست، چون زبان فرهنگ مردم جنوب فرانسه است.

## نمایش‌نامه‌ها
- زن ن‍ان‍وا: اق‍ت‍ب‍اس از داس‍ت‍ان‍ی ب‍ه‍. ق‍ل‍م ژان ژی‍ون‍و، ترجمهٔ محمد قاضی، تهران: انتشارات امیرکبیر، ۱۳۵۶.
- آقای توپاز، ترجمهٔ احمد جواهرچی، تهران: انتشارات برگ، ۱۳۷۴.
- جاز، ترجمهٔ محمدجواد کمالی، مشهد: انتشارات گنبد طلایی، ۱۳۸۴.
- دختر چاه‌کن، ترجمهٔ محمدجواد کمالی، مشهد: انتشارات نی‌نگار، ۱۳۹۴.

## داستان‌ها و رمان‌ها
- ژان دوف‍ل‍ورت و دخ‍ت‍ر چ‍ش‍م‍ه، ترجمهٔ سروش حبیبی، تهران: نشر چشمه، ۱۳۷۱.
- افتخار پدرم، ترجمهٔ ه‍وش‍ن‍گ ف‍رخ‍ج‍س‍ت‍ه، تهران: نشر ماهی، ۱۳۸۲.
- پ‍ی‍روزی پ‍درم، رمان خودزندگی‌نامه، ترجمهٔ داود نوابی، کرمان: خ‍دم‍ات ف‍ره‍ن‍گ‍ی ک‍رم‍ان، ۱۳۸۵.
- قصر مادرم، رمان خودزندگی‌نامه، ترجمهٔ داود نوابی، کرمان: خ‍دم‍ات ف‍ره‍ن‍گ‍ی ک‍رم‍ان، ۱۳۸۵.
- یادداشت‌هایی در باب خنده، رساله، ترجمهٔ امیرحسین ممتازی، تهران: نشر درون، ۱۴۰۰.